# Bill Thomas (politico)
William Marshall Thomas, detto Bill (Wallace, 6 dicembre 1941), è un politico statunitense, membro della Camera dei Rappresentanti per lo stato della California dal 1979 al 2007.

## Biografia
Nato nell'Idaho, si trasferì in California con i genitori e successivamente si laureò in scienze politiche presso la San Francisco State University. Lavorò come insegnante presso il Bakersfield College e nel 1968 sposò Sharon Lynn Hamilton, dalla quale ebbe due figli.

### Carriera politica

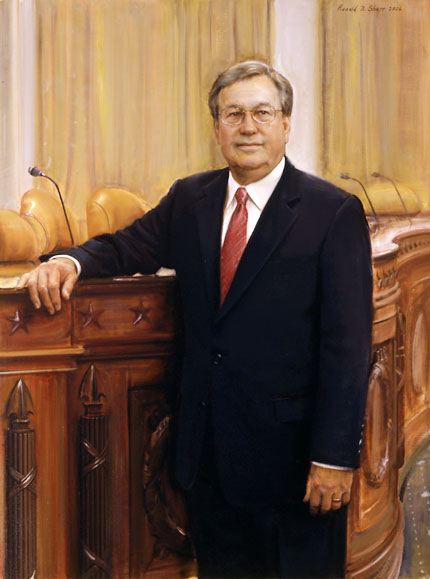
Ritratto di Bill Thomas

Entrato in politica con il Partito Repubblicano, nel 1974 vinse un seggio all'interno dell'Assemblea dello Stato della California, dove restò per i successivi quattro anni.
Nel 1978 si candidò per un seggio alla Camera dei Rappresentanti, per il seggio che era rimasto vacante a seguito della morte improvvisa di William M. Ketchum; Thomas risultò eletto deputato e restò in carica per i successivi ventotto anni, cambiando per tre volte distretto congressuale.
Durante la sua lunga permanenza al Congresso, Bill Thomas si affermò per la sua capacità di costruire consenso intorno alle legislazioni tramite la creazione di coalizioni. Dai risultati dei sondaggi curati dalla rivista Washingtonian emerse in più occasioni che Thomas era considerato dal personale del Congresso come il secondo deputato più intelligente e il primo più irascibile: era infatti noto per il suo temperamento e una volta il collega Mark Foley, intervistato da Congressional Quarterly, disse di lui "Thomas è anche noto per perdere la pazienza quando le persone sono impreparate, guadagnandosi la reputazione di interrogatore tagliente. È venerato, ma è anche insultato in una certa misura".
Fu particolarmente impegnato sulla politica fiscale, con l'obiettivo di stabilizzare, mantenere e sviluppare la crescita dell'economia. A livello ideologico, si configurò come moderato.

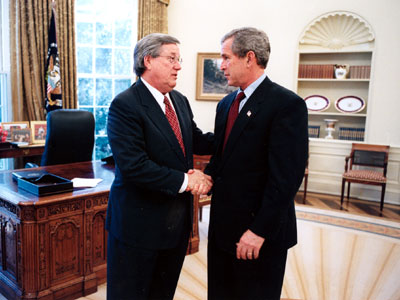
Bill Thomas con George W. Bush

Bill Thomas fu uno dei principali sostenitori del Presidente George W. Bush e delle sue iniziative politiche, tra cui la riforma del programma Medicare. Nel 2001 divenne presidente della commissione Ways and Means, ruolo che conservò fino alla fine della sua carriera da deputato. Lo stesso Bush soprannominò Thomas "il postino", per la sua capacità di intrattenere negoziazioni e portare a termine le consegne.
Nel 2006, Thomas annunciò il proprio ritiro dalla politica e appoggiò pubblicamente come suo successore il deputato Kevin McCarthy, che era stato un suo collaboratore. Anni dopo, quando McCarthy votò per non riconoscere il risultato delle elezioni presidenziali del 2020, Thomas lo apostrofò come "ipocrita" e criticò apertamente la sua posizione, conservando l'atteggiamento di biasimo nei suoi confronti anche in successive interviste e sostenendo che quel McCarthy non fosse lo stesso che aveva conosciuto lui. In seguito ai disordini del 2021, definì Donald Trump "un criminale".
Nel 2007, dopo aver lasciato la Camera, fu assunto dall'American Enterprise Institute, occupandosi di politica fiscale, commerciale e sanitaria.

### Controversie
Nello scandalo bancario del 1992, che riguardò l'emissione di assegni scoperti da parte di alcuni deputati e fondi svuotati, emerse che Thomas aveva avuto uno scoperto di 16.200 dollari nell'ottobre 1989, dopo averne spesi 15.300 per l'acquisto di un'automobile.
Nel 2001, il Bakersfield Californian pubblicò un articolo in cui si rendeva nota una relazione extraconiugale di Thomas con Deborah Steelman, una lobbista del campo farmaceutico e sanitario; Thomas presiedeva all'epoca la sottocommissione della Camera che regolava i piani assicurativi sanitari. Il deputato scrisse una lettera aperta indirizzata ad amici e conoscenti, sostenendo che "Qualsiasi fallimento personale di impegno o responsabilità nei confronti di mia moglie, della famiglia o degli amici è proprio questo, personale", mentre la signora Steelman bollò le accuse come "ripugnanti e sessiste".
Nel luglio del 2003, Thomas chiese l'intervento della polizia del Campidoglio per espellere i democratici da una sala riunioni. Pochi giorni dopo, si scusò in lacrime con i colleghi deputati, definendo il suo gesto "semplicemente stupido".